# Bolgarçay
Bolgarçay – rzeka w Azerbejdżanie i w Iranie. Bierze początek na północnych stokach Gór Tałyskich. Uchodzi do jeziora Mahmudçala gölü.
Ma 134 km długości. Zlewnia zajmuje powierzchnię 2170 km².
Odcinek rzeki, jej górny i środkowy bieg, stanowi granicę pomiędzy Azerbejdżanem a Iranem.